# Дитрих III фон Изенберг
Дитрих III фон Изенберг (на немски: Dietrich III von Isenberg; † 1226) от рода на графовете на Алтена от род Изенберг, е епископ на Мюнстер от 1218 до 1226 г. и граф на Изенбург.

## Биография
Той е син на Арнолд фон Алтена († 1209), граф на Алтена, и съпругата му Мехтхилд († ок. 1223), дъщеря на граф Флоренц III от Холандия.
Дитрих III участва с братята си Фридрих фон Изенберг и епископът на Оснабрюк Енгелберт I фон Изенберг в заговора за убийството на архиепископ Енгелберт I от Кьолн († 7 ноември 1225). Папата в Рим го сваля. По време на завръщането му от Рим Дитрих III умира през 1226 г., вероятно на 18 юли.